# Darwin Cook
Darwin Louis Cook (Los Angeles, 6 agosto 1958) è un allenatore di pallacanestro ed ex cestista statunitense, di ruolo playmaker o guardia.

## Carriera

### Giocatore
La sua carriera universitaria si svolge presso la University of Portland, dove mostra qualità che gli permettono di venire scelto dai Detroit Pistons nel Draft NBA 1980.
L'esordio in NBA avviene però con la maglia dei New Jersey Nets, con i quali disputa ben 6 stagioni nella lega professionistica americana. Nell'annata 1986-87 approda invece ai Washington Bullets, rimanendo così in NBA.
La prima esperienza europea avviene nella stagione 1987-88 con la Scavolini Pesaro allenata dal vate Valerio Bianchini: qui va a formare con Darren Daye una tra le coppie di giocatori più forti di tutti i tempi mai viste nel campionato italiano, arrivando a sconfiggere 3-1 la Tracer Milano in una storica finale play-off, conquistando il primo scudetto della storia pesarese. Durante la stagione, Cook mette a referto 22,3 punti di media a partita. Seguiranno due ulteriori parentesi statunitensi, prima ai Denver Nuggets e in seguito ai San Antonio Spurs: queste saranno i suoi ultimi due passaggi in NBA, dove in 8 stagioni collezionò 5.820 punti complessivi.
La coppia Cook-Daye si riforma nella stagione 1989-90, ancora a Pesaro, conquistando il secondo scudetto della compagine adriatica dopo aver chiuso la regular season al primo posto. Cook rimarrà poi un'ulteriore annata in maglia biancorossa, salvo poi chiudere la carriera nel 1992 ai Quad City Thunder, formazione statunitense appartenente al campionato CBA.

## Palmarès

### Giocatore

#### Club
- Campionato italiano: 2

Pesaro: 1987-88, 1989-90